# De amore prolis
De amore prolis è il titolo di una declamazione morale (Περὶ τῆς εἰς τὰ ἔγγονα φιλοστοργίας) di Plutarco, compresa nei suoi Moralia. 

## Struttura
Il De amore prolis affronta un aspetto specifico della discussione sulla natura sociale dell’essere umano: l’amore istintivo e disinteressato che i genitori provano nei confronti dei propri figli L’opera è stata oggetto di numerose criticheː si è dubitato addirittura della sua completezza e autenticità per le evidenti discrasie che rendono oscuri diversi passi, ma che possono trovare una spiegazione nell'appartenenza dell’opera alla fase giovanile della produzione plutarchea. 
Opinioni opposte, inoltre, sono state espresse a proposito del genere di appartenenza: più che di un trattato o di una diatriba, l’opera sembra presentare i caratteri di una declamazione.